# Marginaster patriciae
Marginaster patriciae is een zeester uit de familie Poraniidae.
De wetenschappelijke naam van de soort werd in 2006 gepubliceerd door Donald George McKnight.